# Брюссельський саміт НАТО 1994

Карта членів НАТО

Брюссельський саміт НАТО 1994 (англ. 1994 Brussels summit) — 13-та зустріч на вищому рівні глав держав та голів урядів країн-членів Північноатлантичного альянсу, офіційні засідання та неофіційні бесіди якої проходили у Брюсселі (Бельгія) з 10 по 11 січня 1994 року.

## Досягнення та результати
Було офіційно проголошено програму «Партнерство заради миру» (ПЗМ). Керівництво НАТО закликало будь-яку країну, яка не є членом НАТО, приєднатися до цієї програми. Вона передбачала спільну участь у військових діях під егідою НАТО, військових навчаннях, допомога з боку НАТО у реорганізації збройних сил, участь у миротворчих місіях тощо. Передбачалося, що участь у цій програмі також не забезпечує вступу до НАТО.
Україна першою з пострадянських країн приєдналася до цієї програми (4 лютого 1994 року), підписавши презентаційний договір. Згодом до ПЗМ приєдналося багато країн. Станом на квітень 1999 загальна кількість членів ПЗМ становила 24.
Брюссельський саміт 1994 року сконкретизував порядок денний оновленого Альянсу, включивши до нього такі питання, як потенційне розширення та розробка нових механізмів співпраці у галузі безпеки для всього євроатлантичного регіону. 
10 січня 1994 р. керівники 16 держав-членів Альянсу заявили про те, що вони очікують і вітатимуть розширення НАТО за рахунок демократичних держав зі Сходу.